# Lijst van rivieren in Haïti

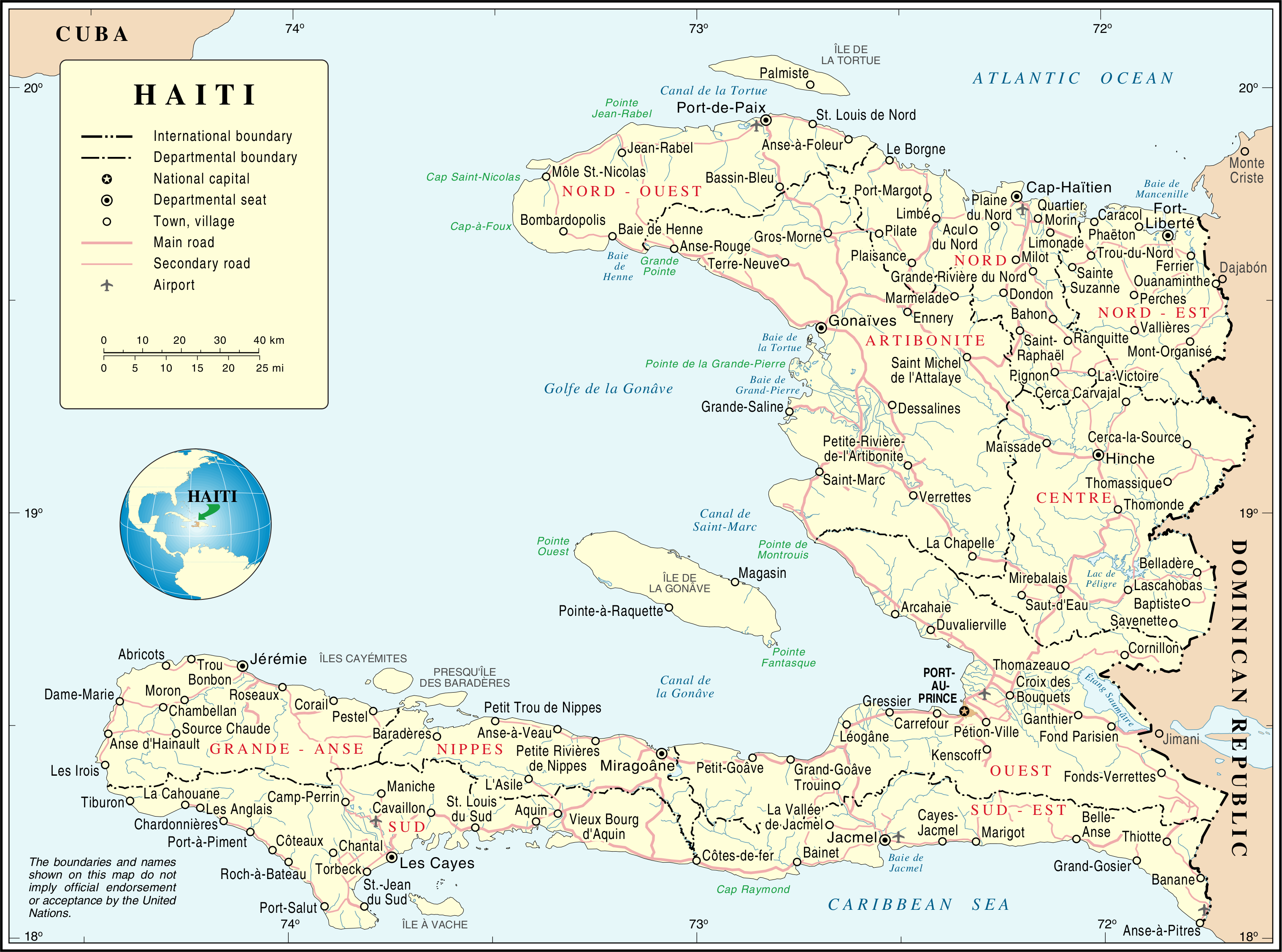
Kaart van Haïti met de belangrijkste rivieren.

Een overzicht van de rivieren in Haïti:

## Atlantische Oceaan
- Dajabón (Massacre)
- Grande Rivière du Nord
- Limbé
- Les Trois Rivières

## Golf van Gonâve
- La Quinte
- L’Estère
- Artibonite
  - Fer à Cheval
  - Macasía
  - Guayamouc
    - Bouyaha
    - Canot

  - Lociane
  - Libón
- Saint-Marc
- Montrouis
- Rivière Blanche (Artibonite)
- Rivière Blanche (Ouest)
- Rivière Grise (Grande Riviere du Cul de Sac)
- Momance
- Rivière de Grand Goâve
- Grande Rivière de Nippes
- Grand'Anse

## Caribische Zee
- Acul du Sud
- Ravine du Sud
- Cavaillon
- Côtes de Fer
- Bainet
- Grande Rivière de Jacmel
- Petite Rivière de Jacmel
- Pedernales